# Боуен техника
Техниката „Боуен“ е холистична методика, базираща се на възможностите на тялото за саморегулация. Често описвана като „хомеопатията на мануалната медицина“, тя спада към групата на допълващите медицински практики.

## История
Създадена е в Австралия от Томас Амброуз Боуен (1916 – 1982), който не е имал медицинско образование. По професия дърводелец, но по призвание лечител, Том Боуен описва своите терапевтични движения като „дар от Бога“. Известно е желанието на Том да бъде приет за член на Австралийския регистър на остеопатите през 1981 г. След проведено интервю и въпреки ефективността на работата му той получава отказ, базиран на липсата на медицинско образование. В същото време официални документи от обществен доклад на правителството на щата Виктория, Австралия, проведено през 1974 г., показват, че Том Боуен е третирал около 13 000 пациента на година с успеваемост от завидните 80% при най-различни симптоми, дисфункции и състояния. През 1973 г. Боуен сам е споделял възможността да третира средно около 65 пациенти на ден, цифра, недостижима и до днес от други боуен терапевти.
Том Боуен не е документирал своята работа, вследствие на което години след смъртта му методиката преминава през няколко различни интерпретации. Тя получава името „Техника „Боуен“ едва четири години след смъртта на създателя си. Само шест души са имали възможност да наблюдават и регистрират работата на Том Боуен. Един от тях – Ози Ренч, създава Австралийската академия за боуен терапия през 1986 г., превръщайки техниката в една от най-бързо разпространяващите се в света неконвенционални терапевтични модалности.

## Методика
Терапията „Боуен“ се състои от нежни, прехвърлящи движения върху мускули, сухожилия, нерви и фасциални структури. Отличителните черти на терапията са минималното физическо въздействие върху тялото и задължителните паузи между боуен движенията. Боуен движенията активират неврорефлекторни механизми, които тялото има за регулация, а паузите са необходимото време на тялото да реагира, да приведе в действие подадените импулси и да се успокои преди следващата серия импулси. Движенията обикновено се правят върху кожа или през леки дрехи. Клиентите споделят приятно чувство на релаксация и комфорт.